# Dajana Kirillova
Dajana Kirillova (russisk: Даяна Юрьевна Кириллова tr. Dajana Jurjevna Kirillova ; født 16. april 2002 i Kazan, Tatarstan Rusland) er en russisk børnesanger, som repræsenterede Rusland i Junior Eurovision Song Contest 2013 i Ukraines hovedstad Kyiv, hvor hun synger sangen "Metjtaj" (Drøm).